# Йоган Каспар Мерц
Йоган Каспар Мерц (угор. János Gáspár Mertz) (нар. 17 серпня 1806 — пом. 14 жовтня 1856) — австро-угорський класичний гітарист і композитор.

## Життєпис
Йоган Каспар Мерц (хрещений як Casparus Josephus Mertz) народився у місті Пресбург (нині — Братислава), яке на той час було столицею Угорського королівства і входило до Австрійської імперії.
1840—1856 — роки його активної діяльності у Відні, де проживали такі видатні майстри гітари, як Антон Діабеллі, Мауро Джуліані, Вацлав Матейка та Симон Молітор. Віртуозно володіючи гітарою, він здобув міцну репутацію виконавця. Гастролював у Моравії, Польщі та Росії, виступав у Берліні та Дрездені. 1846 року Мерц ледь не помер від передозування стрихніну, який йому був призначений для лікування невралгії. Наступного року він одужав завдяки піклуванню дружини, концертної піаністки Джозефіни Пластін, з якою він одружився 1842 року.
Можливо, на звучання його гітари і незвичну техніку гри, застосовану в «Bardenklänge» (звуки бардів) оп. 13 (1847), вплинули прослуховування романтичних п'єс для фортепіано, які йому виконувала дружина під час його хвороби.
Мерц при створенні своїх гітарних композицій дотримувався піаністичної моделі Ліста, Шопена, Мендельсона, Шуберта і Шумана, в той час як більшість його сучасників дотримувались класичної моделі Моцарта й Гайдна (зокрема, Фернандо Сор та Діонісоіо Агуадо) або бельканто Россіні (як Мауро Джуліані). Це може пояснюватись тим, що Мерц молодший за тих же Сора, Агуадо і Джуліано приблизно на чверть століття.
Окрім власних композицій, робота Мерца включала також аранжування творів інших композиторів, зокрема він переклав кілька пісень Шуберта й кілька оперних арій на твори для гітарного соло.
Як гітарист Мерц використовував інструменти з розширеним діапазоном. На початку 1840-х років він спочатку грав на восьмиструнній, а згодом на десятиструнній гітарі.